# Bitva u řeky Halys
Bitva u řeky Halys, známá též i jako bitva při zatmění se odehrála nedaleko řeky Halys v dnešním Turecku 28. května roku 585 př. n. l. mezi Lýdií a Médskou říší a jejich vládci Kyaxarem a Alyattem II. Tuto rozhodující bitvu jejich války, trvající již patnáct let, náhle ukončilo zatmění Slunce. Zatmění bylo považováno za zlé znamení, že si bohové přejí ukončit boj.
Díky zatmění Slunce mohlo být vypočítáno přesné datum bitvy. Bitva u řeky Halys je nejstarší dějinnou událostí, u níž je datum známo s takovou přesností.

## Příčiny
Předpokládá se, že válka vypukla v důsledku sporů mezi oběma říšemi v oblasti Anatolie. Nicméně Hérodotos nabízí i jinou legendu. Podle něj se jacísi skytští lovci ve službách Kyaxara jednou vrátili z lovu s nepořízenou. Kyaxaros se na ně rozhněval a urazil je. Lovci proto z pomsty zastřelili králova syna a předložili jeho tělo Kyaxorovi „jako úlovek“. Lovci poté uprchli a hledali spásu v Sardách, hlavním městě Lýdie. Kyaxaros požadoval jejich vydání, ale lýdijský vládce Alyattés II. odmítl. Médové se následně poté rozhodli pro válku.

## Následky bitvy
Po bitvě bylo urychleně sjednáno příměří. Součástí mírové dohody byl sňatek Alyattovy dcery Arienidy za Kyaxarova syna Astiaga. Řeka Halys měla nadále tvořit přirozenou hranici mezi oběma národy.

## Zatmění
Podle Hérodota:
„V šestém roce se konala bitva, v níž se přihodilo, že se den proměnil v noc. Tuto proměnu dne předpověděl Tháles z Milétu Iónským, přičemž stanovil jako hranici právě tento rok, v kterém se bitva odehrála. Vida Médové a Lýdové, že se den změnil v noc, zastavili boj a oba národy dychtily po vzájemném míru.“
Podle NASA zatmění vrcholilo nad Atlantským oceánem na 37,9° severní šířky a 46,2° západní délky, přičemž nad západní Anatolii dosáhlo ve večerních hodinách.